# Luigi Voghera

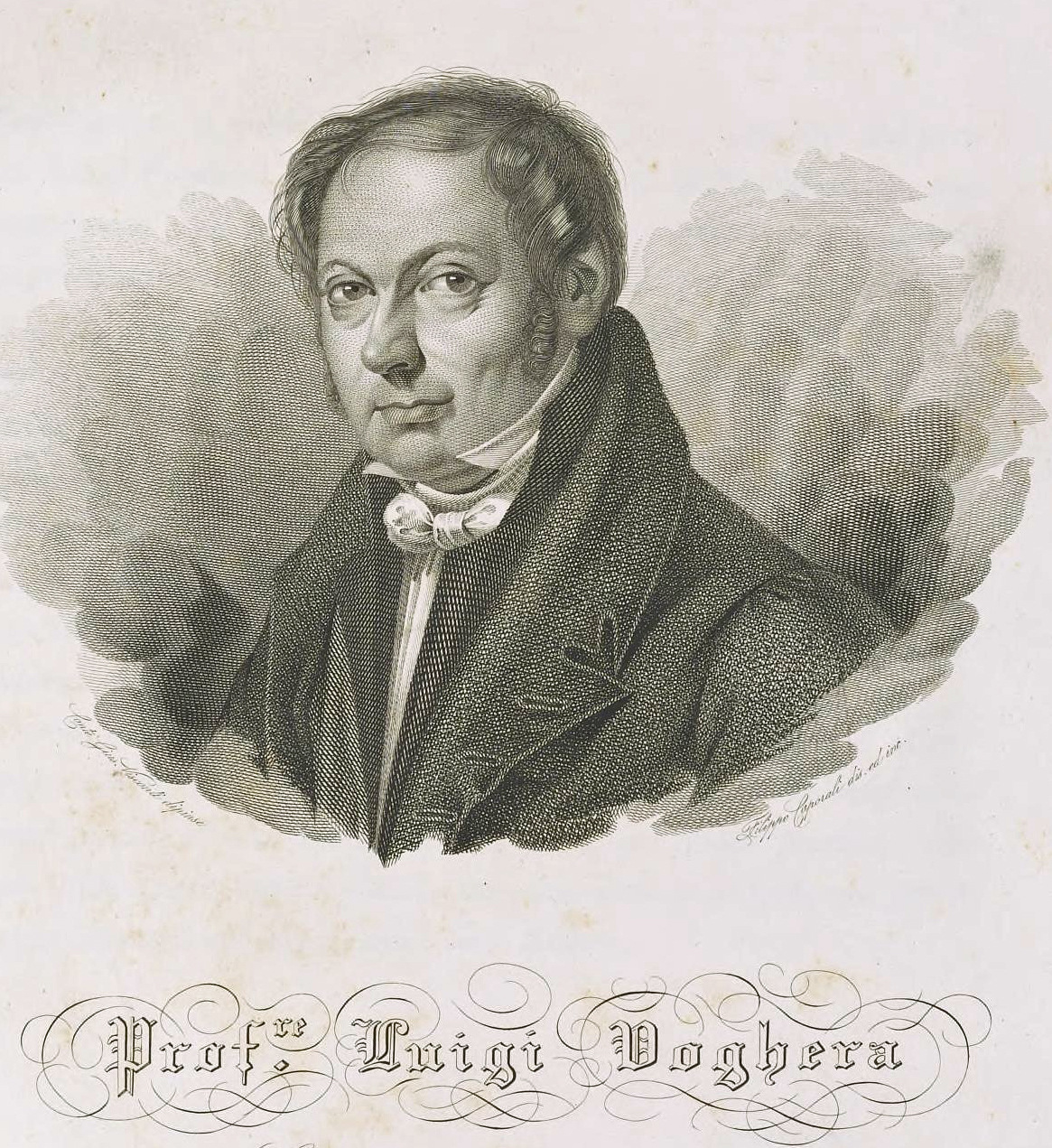
Luigi Voghera

Luigi Voghera (Cremona, 25 maggio 1788 – 1840) è stato un architetto italiano.

## Biografia
Svolse nella sua città natale gran parte della sua attività.
Studiò all'Accademia di Belle Arti di Brera a Milano presso la scuola di prospettiva, e vinse nel luglio 1806 un premio per il disegno di architettura.
Realizzò numerose opere di rifacimento come la sistemazione dei pulpiti della Cattedrale di Cremona nel 1813, il ripristino del Teatro Ponchielli in collaborazione con Faustino Rodi nel 1824, il disegno della pavimentazione della navata maggiore della Cattedrale di Cremona nel 1827, la facciata della parrocchiale di Sant'Agata in Cremona nel 1836, il sopralzo del Campanile della parrocchiale di San Pietro in Cremona nel 1840, il prospetto del Palazzo Comunale su Piazza del Duomo.
Progettò edifici religiosi come la parrocchiale di Casteldidone nel 1834 e il campanile della parrocchiale di Soresina nel 1836.
Numerosi sono anche i progetti di edifici per civile abitazione, fra cui il progetto neoclassico di Palazzo Trecchi del 1834, e per la nascente produzione industriale, tra questi si possono citare Casa Carini in Contrada Cavallara nel 1839, Casa Binda in Contrada Speciana nel 1834, Casa Verme in Contrada di Porta Ognissanti nel 1832, torre della Filanda Bertarelli in Cremona del 1842, il macello delle carni soriane in Cremona.